# Effectif des équipes au Championnat d'Europe de football 2024
Cet article présente les listes des joueurs de chaque équipe participant à l'Euro 2024, compétition ayant lieu du 14 juin au 14 juillet 2024 en Allemagne.
La position indiquée pour chaque joueur correspond aux listes officielles des effectifs publiées par l'UEFA. L'âge indiqué pour chaque joueur est son âge au 14 juin 2024, premier jour du tournoi. Les nombres de sélections et de buts indiqués pour chaque joueur n'incluent pas les matchs joués après le début du tournoi. Le club indiqué est le club pour lequel le joueur a joué pour la dernière fois un match compétitif avant le tournoi. La nationalité de chaque club reflète l'association nationale (et non la ligue) à laquelle le club est affilié.

## Règlement
Initialement, le règlement exigeait que les équipes soient composées de 23 joueurs, mais le Comité exécutif de l'UEFA revient sur cette règle le 3 mai 2024.

## Statistiques
Au total, ce sont 622 joueurs répartis en 24 équipes qui sont sélectionnés pour cet Euro[réf. souhaitée].
| Position | Championnat          | Nombre de joueurs |
| -------- | -------------------- | ----------------- |
| 1        | Premier League       | 96                |
| 2        | Serie A              | 91                |
| 3        | Bundesliga           | 76                |
| 4        | LaLiga               | 55                |
| 5        | Ligue 1              | 29                |
| 6        | Fortuna Liga         | 22                |
| 7        | Saudi Pro League     | 13                |
| 8        | Scottish Premiership | 8                 |

## Groupe A

### Allemagne
L'effectif de l'Allemagne est dévoilé le 16 mai 2024. Le sélectionneur Julian Nagelsmann convoque initialement vingt-sept joueurs, alors que vingt-six sont autorisés par l'UEFA. Il doit donc se séparer d'au moins l'un d'entre eux. La liste définitive est finalement annoncée le 7 juin 2024, dans laquelle ne figure plus le gardien de but Alexander Nübel.

### Écosse
Le 22 mai 2024, 28 joueurs sont appelés dans l'équipe préliminaire d'Écosse. Le 1er juin 2024, Lyndon Dykes se retire en raison d'une blessure. Le 4 juin 2024, Ben Doak se retire de l'équipe et est remplacé par Tommy Conway. Le 6 juin 2024, Lewis Morgan rejoint l'équipe. Le 7 juin 2024, l'équipe finale est annoncée dans laquelle Craig Gordon et John Souttar sont absents.

### Hongrie
La Hongrie annonce son équipe finale de 26 joueurs le 14 mai 2024. Le sélectionneur Marco Rossi annonce cinq joueurs remplaçants en cas de blessure ou de retrait : Krisztián Lisztes, Attila Mocsi, Balázs Tóth, Zalán Vancsa et Bálint Vécsei.

### Suisse
La Suisse annonce une équipe préliminaire de 38 joueurs le 17 mai 2024. Le 29 mai, Yakin déclare qu'Aurèle Amenda, Ulisses Garcia, Joël Monteiro, Bryan Okoh et Bećir Omeragić ne seraient pas inclus dans la sélection finale, réduisant l'équipe à 33 joueurs. Le 5 juin, la Fédération suisse de football annonce que six autres joueurs ne feraient pas partie de l'équipe finale : Kevin Mbabu, Filip Ugrinic, Albian Hajdari, Uran Bislimi et les gardiens Pascal Loretz et Marvin Keller. Le dernier joueur à être exclu est Andi Zeqiri, le 7 juin.

## Groupe B

### Espagne
L'Espagne annonce une équipe préliminaire de 29 joueurs le 27 mai 2024 Le 7 juin 2024, l'équipe définitive est confirmée, avec l'absence de Pau Cubarsí, Aleix García et Marcos Llorente.

### Croatie
La Croatie annonce une équipe préliminaire de 35 joueurs le 20 mai 2024. L'équipe finale de 26 hommes est annoncée le 7 juin 2024.

### Italie
L'Italie annonce une équipe de 30 joueurs le 23 mai 2024. Le 30 mai, Francesco Acerbi est contraint de déclarer forfait pour cause de blessure. Le 2 juin, Giorgio Scalvini est également contraint de déclarer forfait en raison d'une blessure, et le lendemain Federico Gatti est appelé en remplacement. Le 6 juin, l'équipe finale de 26 joueurs est annoncée, Ivan Provedel, Samuele Ricci et Riccardo Orsolini étant écartés.

### Albanie
L'Albanie annonce une équipe de 27 joueurs le 27 mai 2024. L'équipe finale de 26 joueurs est officiellement annoncée le 8 juin, le gardien Simon Simoni étant exclu.

## Groupe C

### Slovénie
Le 21 mai 2024, 30 joueurs sont annoncés dans la liste slovène pour le tournoi. Le 7 juin 2024, l'équipe de 26 joueurs est annoncée, Matevž Vidovšek, Žan Zaletel, Luka Zahović et Miha Zajc étant éliminés.

### Danemark
Le Danemark annonce son équipe finale le 30 mai 2024.

### Serbie
La Serbie annonce une équipe préliminaire de 35 joueurs le 18 mai 2024. L'équipe finale de 26 joueurs est confirmée le 27 mai.

### Angleterre
Le 21 mai 2024, l'Angleterre convoque 33 joueurs dans l'équipe pour un camp d'entraînement préliminaire avant le tournoi. Le 6 juin 2024, la Fédération anglaise confirme que James Maddison et Curtis Jones ne font pas partie de l'équipe finale de 26 joueurs. Plus tard dans la même journée, l'équipe finale de 26 hommes est annoncée, Jarrad Branthwaite, Jack Grealish, Harry Maguire, Jarell Quansah et James Trafford en sont exclus.

## Groupe D

### Pologne
Le 29 mai 2024, l'équipe préliminaire polonaise de 29 joueurs est annoncée. Le 2 juin, Mateusz Kochalski remplace[Par qui ?] Oliwier Zych en raison d'une blessure. Le 3 juin, Jakub Kałuziński rejoint l'équipe. Le 7 juin, l'équipe finale est annoncée, sans Mateusz Kochalski, Paweł Bochniewicz, Jakub Kałuziński et Arkadiusz Milik.

### Pays-Bas
Les Pays-Bas annoncent une équipe préliminaire de 30 joueurs le 16 mai 2024. Le 27 mai, Marten de Roon se retire de l'équipe en raison d'une blessure. L'équipe finale de 26 joueurs est confirmée le 29 mai, sans Nick Olij, Ian Maatsen et Quinten Timber. Le 10 juin, il est annoncé que Frenkie de Jong ne fait plus partie de l'équipe en raison d'une blessure et Ian Maatsen est appelé en remplacement le 11 juin. Le même jour, Teun Koopmeiners est retiré de l'équipe en raison d'une blessure subie avant le match amical contre l'Islande. Le 12 juin, Joshua Zirkzee rejoint l'équipe.

### Autriche
L'Autriche annonce une équipe préliminaire de 29 joueurs le 22 mai 2024. Une liste de 12 joueurs de réserve est également donnée en cas de blessure ou de forfait. Le 7 juin, l'équipe finale de 26 joueurs est annoncée et Tobias Lawal, Stefan Lainer et Thierno Ballo n'en font pas partie.

## Groupe E

### Slovaquie
Le 27 mai 2024, 32 joueurs sont appelés dans l'équipe préliminaire de la Slovaquie. Le 7 juin 2024, l'équipe finale de 26 joueurs est annoncée. Dominik Takáč, Michal Tomič, Matúš Kmeť (en), Jakub Kadák, Dominik Hollý et Róbert Polievka (en) en sont exclus.

### Roumanie
La liste préliminaire de la Roumanie de 28 joueurs est annoncée le 24 mai 2024. La liste définitive est annoncée le 7 juin, elle exclue Răzvan Sava et Constantin Grameni.

### Ukraine
L'Ukraine annonce son équipe de 26 joueurs le 16 mai 2024.

## Groupe F

### Turquie
La Turquie annonce son équipe préliminaire de 35 joueurs le 24 mai 2024. Le 29 mai, l'équipe est réduite à 33 joueurs après que Bertuğ Yıldırım soit appelé dans l'équipe des moins de 21 ans et que Çağlar Söyüncü se retire en raison d'une blessure. Le 1er juin, Enes Ünal se retire également en raison d'une blessure. Le 5 juin, Ozan Kabak se retire de l'équipe préliminaire en raison d'une blessure au genou. Le 7 juin, l'équipe finale de 26 joueurs est annoncée. Abdülkadir Ömür, Cenk Özkacar, Berat Özdemir, Oğuz Aydın, Can Uzun et Doğan Alemdar sont exclus et Bertuğ Yıldırım est rappelé.

### Géorgie
La Géorgie annonce son équipe de 26 joueurs le 22 mai 2024. Le 24 mai, Jaba Kankava décline sa place dans l'équipe et est ensuite remplacé par Gabriel Sigua.

### Portugal
Roberto Martínez, sélectionneur du Portugal, annonce son équipe de 26 joueurs le 21 mai 2024. Le 3 juin, Otávio se retire en raison d'une blessure et est remplacé par Matheus Nunes.

### Tchéquie
La République tchèque annonce son équipe finale de 26 joueurs le 28 mai 2024. Le 9 juin, Michal Sadílek est contraint de se retirer de l'équipe après s'être blessé à la jambe lors d'un accident de vélo. Le 12 juin, il est annoncé que Petr Ševčík le remplace.